# Humle och Dumle
För tåget med samma namn se Humle och Dumle (tåg).
Humle och Dumle var ett barnprograminslag i Sveriges Television. De framträdde första gången som ett stående inslag i barnprogrammet Kapten Bäckdahl och var två figurer som bodde i  hans skafferi. De var med från de första sändningarna som genomfördes 1958. De var senare med även som fristående avsnitt i andra teve-program, som Godmorgon Sverige, och de spelade in skivor.

## Innehåll och historik
Programmet, som introducerades av Göteborgs-TV:s första programpresentatör Birgitta Hellstrand,  innehöll tidiga specialeffekter och TV-trix. Figurerna Humle och Dumle är två upp-och-ner-vända ansikten där endast hakorna är synliga. Dessa har färglagts för att efterlikna ansikten. Figurerna och deras omgivning illustrerades av Bror Halldin.
Kapten Bäckdahl spelades av TV-chefen Nils Dahlbeck, som under programmets gång tittade till Humle (som gillade glass) och Dumle (som gillade korv), som spelades av Björn Clarin och K.G. Larsson. De skrev även all text och musik till serien, och har också givit ut ett antal LP-skivor med historier om Humle och Dumle. På skivorna sjunger Humle och Dumle välrimmande texter på klingande göteborgska.
Då Sveriges Television den 21 oktober 2006 firade 50-årsjubileum medverkade Lena Philipsson och sjöng barnvisor med ekivoka antydningar. När hon sjöng om Humle och Dumle, refererade hon till sina bröst, och att hon namngivit dom efter figurerna. Eftersom det var barnvisor undersökte kvällspressen om någon upprörts, men inslaget sändes sent på kvällen.